# Eduard Cășăneanu
Eduard Cășăneanu (* 27. Januar 2000 in Miercurea Ciuc) ist ein rumänischer Eishockeyspieler, der seine gesamte bisherige Karriere beim HSC Csíkszereda verbracht hat und mit dem Klub in der Rumänischen Eishockeyliga und der Erste Liga spielt.

## Karriere

### Club
Eduard Cășăneanu begann seine Karriere in der Nachwuchsabteilung des HSC Csíkszereda. Für den traditionellen Club der Szekler spielt er, obwohl er selbst nicht dieser ungarischsprachigen Minderheit angehört, seither durchgängig. Zunächst stand er sowohl in der rumänischen als auch in der ungarischen U18-Liga auf dem Eis und wurde mit dem Klub 2016 rumänischer U18-Meister. 2017 debütierte er für seinen Verein in der Rumänischen Eishockeyliga und der multinationalen Erste Liga. 2020, 2021 und 2022 konnte mit dem HSC Csíkszereda jeweils die Erste Liga gewinnen und 2022 auch rumänischer Meister.

### International
Cășăneanu nahm im Juniorenbereich für Rumänien an den U18-Weltmeisterschaften 2016 und 2017 in der Division II und 2018, als er zum besten Spieler seiner Mannschaft gewählt wurde, in der Division I. Mit der rumänischen U20-Auswahl spielte er bei den U20-Weltmeisterschaften 2017, 2018, 2019 und 2020.
Sein Debüt in der Herren-Nationalmannschaft gab Cășăneanu bei der Weltmeisterschaft 2019 in der Division I. Dort spielte er auch bei den Weltmeisterschaften 2022 und 2023. Zudem vertrat er seine Farben bei der Olympiaqualifikation für die Winterspiele in Peking 2022 und beim Beat Covid-19 Ice Hockey Tournament, das im Mai 2021 im slowenischen Ljubljana ausgetragen wurde.

## Erfolge und Auszeichnungen
- 2016 Rumänischer U18-Meister mit dem HSC Csíkszereda
- 2020 Gewinn der Ersten Liga mit dem HSC Csíkszereda
- 2021 Gewinn der Ersten Liga mit dem HSC Csíkszereda
- 2022 Gewinn der Ersten Liga und rumänischer Meister mit dem HSC Csíkszereda

### International
- 2017 Aufstieg in die Division I, Gruppe B, bei der U18-Weltmeisterschaft der Division II, Gruppe A
- 2019 Aufstieg in die Division I, Gruppe A, bei der Weltmeisterschaft der Division I, Gruppe B

## Erste-Liga-Statistik
(Stand: Ende der Saison 2022/23)